# Đại hội Thể thao châu Á 1962
Đại hội Thể thao châu Á 1962 (tiếng Indonesia: Pesta Olahraga Asia 1962) còn được gọi là Đại hội Thể thao châu Á lần thứ 4, Asiad IV, và Jakarta 1962, là kỳ Asiad thứ tư do Liên đoàn Đại hội Thể thao châu Á (AGF) tổ chức. Sự kiện được diễn ra từ ngày 24 tháng 8 đến ngày 4 tháng 9 năm 1962, tại Jakarta, Indonesia. Đây là sự kiện thể thao đa môn quốc tế đầu tiên được nước Đông Nam Á này – khi đó mới 17 năm tuổi – đăng cai tổ chức. Jakarta cũng là thành phố đăng cai Asiad hai lần, lần thứ hai vào năm 2018 cùng với Palembang là đồng chủ nhà.
Israel và Trung Hoa Dân Quốc (Đài Loan) bị loại khỏi đại hội, do chính phủ Indonesia – thể hiện sự đoàn kết với Cộng hòa Nhân dân Trung Hoa và các nước Hồi giáo ở Trung Đông – đã từ chối cấp thị thực nhập cảnh cho các phái đoàn Israel và Đài Loan.
Hành động này đã vi phạm quy định của AGF và cũng vi phạm cam kết của chính Indonesia về việc mời tất cả các quốc gia thành viên AGF, bao gồm cả những nước mà Indonesia không có quan hệ ngoại giao (như Israel và Trung Hoa Dân Quốc).
Kết quả là Indonesia bị đình chỉ tư cách thành viên Ủy ban Olympic Quốc tế (IOC) và bị cấm tham dự Thế vận hội Mùa hè 1964. Đáp trả lại án phạt này, Indonesia đã tổ chức Đại hội Thể thao của các Quốc gia Mới nổi vào năm 1963.
Tổng cộng có 1.460 vận động viên đến từ 17 quốc gia tham gia kỳ Asiad này, trong đó cầu lông lần đầu tiên được đưa vào chương trình thi đấu.

## Chọn nước chủ nhà
On 23 May 1958, voting for the 1962 host took place in Tokyo, Japan, before the 1958 Asian Games. The Asian Games Federation council voted 22–20 in favour of the Indonesian capital over Pakistani city of Karachi, the only other candidate.
Vào ngày 23 tháng 5 năm 1958, cuộc bỏ phiếu chọn nước đăng cai Á vận hội 1962 đã diễn ra tại Tokyo, Nhật Bản, ngay trước kỳ Á vận hội 1958. Hội đồng Liên đoàn Á vận hội đã bỏ phiếu với kết quả 22–20 nghiêng về thủ đô Jakarta của Indonesia, vượt qua thành phố Karachi của Pakistan – ứng cử viên duy nhất còn lại.
| Kết quả bầu chọn chủ nhà Á vận hội 1962 | Kết quả bầu chọn chủ nhà Á vận hội 1962 | Kết quả bầu chọn chủ nhà Á vận hội 1962 | Kết quả bầu chọn chủ nhà Á vận hội 1962 |
| Thành phố                               | Ủy ban Olympic quốc gia                 | Số phiếu                                |                                         |
| --------------------------------------- | --------------------------------------- | --------------------------------------- | --------------------------------------- |
| Jakarta                                 | Indonesia                               | 22                                      |                                         |
| Karachi                                 | Pakistan                                | 20                                      |                                         |

## Các quốc gia tham dự
| - Afghanistan (11) - Miến Điện (31) - Campuchia (74) - Ceylon (32) - Hồng Kông (54) - Ấn Độ (74) - Indonesia (285) - Nhật Bản (210) - Mã Lai (121) | - Bắc Borneo (2) - Pakistan (76) - Philippines (173) - Sarawak (121) - Singapore (94) - Hàn Quốc (137) - Việt Nam Cộng hòa (37) - Thái Lan (127) |

## Môn thi đấu
Mặc dù Cử tạ có trong chương trình thi đấu, Liên đoàn Cử tạ Quốc tế (IWF) đã rút sự công nhận đối với giải đấu tại Á vận hội sau khi Liên đoàn Cử tạ Indonesia cấm Đài Loan và Israel tham gia.
| - Điền kinh (32) () - Cầu lông (6) () - Bóng rổ (1) () - Quyền anh (10) () - Đua xe đạp (4) () - Nhảy cầu (4) () - Khúc côn cầu (1) () - Bóng đá (1) () | - Bắn súng (5) () - Bơi lội (21) () - Bóng bàn (7) () - Quần vợt (7) () - Bóng chuyền (4) () - Bóng nước (1) () - Đấu vật (16) () |

## Bảng tổng sắp huy chương
| 1         | Nhật Bản (JPN)    | 73  | 56  | 23  | 152 |
| 2         | Indonesia (INA)   | 11  | 12  | 28  | 51  |
| 3         | Ấn Độ (IND)       | 10  | 13  | 10  | 33  |
| 4         | Pakistan (PAK)    | 8   | 11  | 9   | 28  |
| 5         | Philippines (PHI) | 7   | 6   | 24  | 37  |
| 6         | Hàn Quốc (KOR)    | 4   | 9   | 10  | 23  |
| 7         | Thái Lan (THA)    | 2   | 6   | 4   | 12  |
| 8         | Malaysia (MAS)    | 2   | 4   | 9   | 15  |
| 9         | Miến Điện (BIR)   | 2   | 1   | 5   | 8   |
| 10        | Singapore (SIN)   | 1   | 0   | 2   | 3   |
| Tổng cộng | Tổng cộng         | 120 | 122 | 130 | 372 |